# 小頭利齒脂鯉
小頭利齒脂鯉，為輻鰭魚綱脂鯉目脂鯉亞目狼牙脂鯉科的其中一個種，分布於南美洲聖弗朗西斯科河流域，體長可達35.6公分，棲息在河川底中層水域，生活習性不明。